# C/2000 D1 (SOHO)
C/2000 D1 (SOHO) — одна з довгоперіодичних параболічних комет. Ця комета була відкрита 28 лютого 2000 року; вона мала 7.4m на час відкриття.